# Mézières-Centre-Ouest (tổng)
Tổng Mézières-Centre-Ouest là một tổng ở tỉnh Ardennes trong vùng Grand Est.
Tổng Mézières-Centre-Ouest est issu de la division de l'ancien canton de Mézières en 1976.

## Hành chính
| Giai đoạn | Ủy viên        | Đảng | Tư cách |
| --------- | -------------- | ---- | ------- |
| 1976-1988 | Alain Léger    | PCF  |         |
| 1988-2014 | Pierre Pandini | DVG  |         |

## Các đơn vị hành chính
Tổng Mézières-Centre-Ouest gồm 10 xã với dân số 15 690 người (điều tra năm 1999, dân số không tính trùng)
| Xã                   | Dân số     | Mã bưu chính | Mã insee |
| -------------------- | ---------- | ------------ | -------- |
| Belval               | 197        | 08090        | 08058    |
| Charleville-Mézières | 11 045 (1) | 08000        | 08105    |
| Évigny               | 194        | 08090        | 08160    |
| Fagnon               | 345        | 08090        | 08162    |
| Neuville-lès-This    | 353        | 08090        | 08322    |
| Prix-lès-Mézières    | 1 426      | 08000        | 08346    |
| Sury                 | 114        | 08090        | 08432    |
| This                 | 180        | 08090        | 08450    |
| Warcq                | 1 449      | 08000        | 08497    |
| Warnécourt           | 387        | 08090        | 08498    |

(1) fraction de commune.

## Thông tin nhân khẩu
| 1962                                                     | 1968 | 1975 | 1982 | 1990   | 1999   |
| -------------------------------------------------------- | ---- | ---- | ---- | ------ | ------ |
| -                                                        | -    | -    |      | 15 870 | 15 690 |
| Nombre retenu à partir de 1962 : dân số không tính trùng |      |      |      |        |        |